# Krumbach (Suábia)
Krumbach é uma cidade da Alemanha, localizado no distrito de Günzburg, no estado de Baviera.